# Sabine Deitmer
Sabine Deitmer, född den 21 oktober 1947 i Jena, död den 12 januari 2020 i Dortmund, var en tysk författare. Hon tillhörde den våg av "Frauen-krimi" som uppstod i Tyskland under 80-talet. I likhet med Doris Gercke och Ingrid Noll visar böckerna en feministisk syn på samhället och en kritisk syn på männen. Huvudpersonen är kommissarie Beate Stein.

## Verk översatta till svenska
- Kalla kyssar: kriminalroman (översättning: Aimée Delblanc, Forum, 2000) (Kalte Küsse)
- Dominanta damer: kriminalroman (översättning: Aimée Delblanc, Forum, 2001) (Domininante Damen)